# 立田慶裕
立田 慶裕（たった よしひろ、1953年 - ）は、日本の教育社会学者・社会教育学者、神戸学院大学教授。旧姓山本。2000年頃から立田となる。

## 来歴
大阪府生まれ。1976年大阪大学人間科学部卒、80年同大学院人間科学研究科後期課程単位取得退学。大阪大学人間科学部助手、1985年東海大学文明研究所講師、88年助教授、1991-1994年国立教育研究所生涯学習研究部主任研究官、1993-96年文部省生涯学習局生涯学習調査官、1994年国立教育研究所生涯学習研究部生涯学習開発･評価研究室室長、2000年同総括研究官、2014年神戸学院大学人文学部教授。

## 著書
- 『キー・コンピテンシーの実践 学び続ける教師のために』 明石書店 2014。ISBN 978-4-7503-3995-5

### 共編著
- 『ライフロング・ソシオロジー』山本慶裕,元田州彦編 東海大学出版会 1991。ISBN 448601149X
- 『生涯学習の現代的課題』山本慶裕編 全日本社会教育連合会 1996。ISBN 4793700950
- 『学びのスタイル 生涯学習入門』赤尾勝己,山本慶裕編著 玉川大学出版部 1996。ISBN 4472108313
- 『学びのデザイン 生涯学習方法論』赤尾勝己,山本慶裕編著 玉川大学出版部 1998。ISBN 4472111616
- 『生涯学習論』川野辺敏,山本慶裕編著 福村出版 1999。ISBN 4571101228
- 『メディアと生涯学習』笹井宏益,山本慶裕編著 玉川大学出版部 2000。ISBN 4472302012
- 『勉強せぇ! 学びをめぐる12のエッセイ』立田慶裕,鍋島祥郎編著 日常出版 2003。ISBN 4888699895
- 『参加して学ぶボランティア』立田慶裕編 玉川大学出版部 2004。ISBN 4472403129
- 『人生を変える生涯学習の力』小宮山博仁,立田慶裕編著 新評論 生涯学習ライブラリー　2004。ISBN 4794806329
- 『教育研究ハンドブック』立田慶裕編 世界思想社 2005。ISBN 479071103X
- 『家庭・学校・社会で育む発達資産 新しい視点の生涯学習』立田慶裕,岩槻知也編著 北大路書房 2007。ISBN 978-4-7628-2555-2
- 『学校教員の現代的課題 教師力・学校力・実践力』立田慶裕,今西幸蔵編著 法律文化社 2010。ISBN 978-4589032706
- 『生涯学習の理論 新たなパースペクティブ』立田慶裕,井上豊久,岩崎久美子,金藤ふゆ子,佐藤智子, 荻野亮吾著 福村出版 2011。ISBN 978-4571101564
- 『教師のための防災教育ハンドブック 増補改訂版』立田慶裕編 学文社 2013。ISBN 978-4762023873

### 翻訳
- B.アーモンド, B.ウィルソン編『価値 新しい文明学の模索に向けて』玉井治,山本慶裕訳 東海大学出版会 1994。ISBN 4486012267
- OECD編『学校の安全と危機管理 世界の事例と教訓に学ぶ OECD教育施設プログラム(PEB)』立田慶裕監訳 安藤友紀訳 明石書店 2005。ISBN 4750322148
- シャラン・B.メリアム,ローズマリー・S.カファレラ『成人期の学習 理論と実践』立田慶裕,三輪建二監訳 鳳書房 2005。ISBN 4900304980
- ドミニク・S.ライチェン,ローラ・H.サルガニク編著『キー・コンピテンシー 国際標準の学力をめざして OECD DeSeCo コンピテンシーの定義と選択』立田慶裕監訳 今西幸蔵,岩崎久美子,猿田祐嗣,名取一好,野村和,平沢安政訳 明石書店 2006。ISBN 4750323500
- OECD教育研究革新センター編著『教育のシナリオ 未来思考による新たな学校像』立田慶裕監訳 伊藤素江,古屋貴子,有本昌弘訳 明石書店 2006 OECD未来の教育改革 1。ISBN 4750324388
- OECD教育研究革新センター編著『教育のトレンド 図表でみる世界の潮流と教育の課題』立田慶裕監訳 座波圭美訳 明石書店 2009。ISBN 978-4750329192
- シャラン・B.メリアム編『成人学習理論の新しい動向 脳や身体による学習からグローバリゼーションまで』立田慶裕,岩崎久美子,金藤ふゆ子, 荻野亮吾訳 福村出版 2010。ISBN 978-4571101533
- OECD編著『世界の生涯学習 成人学習の促進に向けて』立田慶裕監訳 長岡智寿子,岩崎久美子,宮田緑,青山貴子訳 明石書店 2010。ISBN 978-4750332604
- ブライアン・キーリー著 OECD編『よくわかるヒューマン・キャピタル 知ることがいかに人生を形作るか』立田慶裕訳 明石書店 2010 OECDインサイト。ISBN 978-4750331614
- OECD教育研究革新センター編著『教育と健康・社会的関与 学習の社会的成果を検証する』矢野裕俊監訳 山形伸二,佐藤智子,荻野亮吾,立田慶裕,籾井圭子訳 明石書店 2011。ISBN 978-4750334226
- OECD教育研究革新センター編著『教育のトレンド 図表でみる世界の潮流と教育の課題 2』立田慶裕監訳 宮田緑訳 明石書店 2011。ISBN 978-4750334493
- ジョン・フィールド『ソーシャルキャピタルと生涯学習』矢野裕俊監訳 立田慶裕,赤尾勝己,中村浩子訳 東信堂 2011。ISBN 978-4798900414
- マーシャ・ロシター,M・キャロリン・クラーク編『成人のナラティヴ学習 人生の可能性を開くアプローチ』立田慶裕,岩崎久美子,金藤ふゆ子, 佐藤智子, 荻野亮吾訳 福村出版 2012。ISBN 978-4571101625
- OECD教育研究革新センター編著『知識の創造・普及・活用 学習社会のナレッジ・マネジメント』立田慶裕監訳 明石書店 2012。ISBN 978-4750335636
- OECD教育研究革新センター編著『学習の本質 研究の活用から実践へ』立田慶裕,平沢安政監訳 明石書店 2013。ISBN 978-4750337852

## 参考
- 『キー・コンピテンシーの実践 学び続ける教師のために』立田慶裕 明石書店 2014。ISBN 978-4-7503-3995-5
- 『家庭・学校・社会で育む発達資産 新しい視点の生涯学習』立田慶裕,岩槻知也編著 北大路書房 2007。ISBN 978-4-7628-2555-2
- 神戸学院大学